# Sint-Michielskerk (Hekelgem)

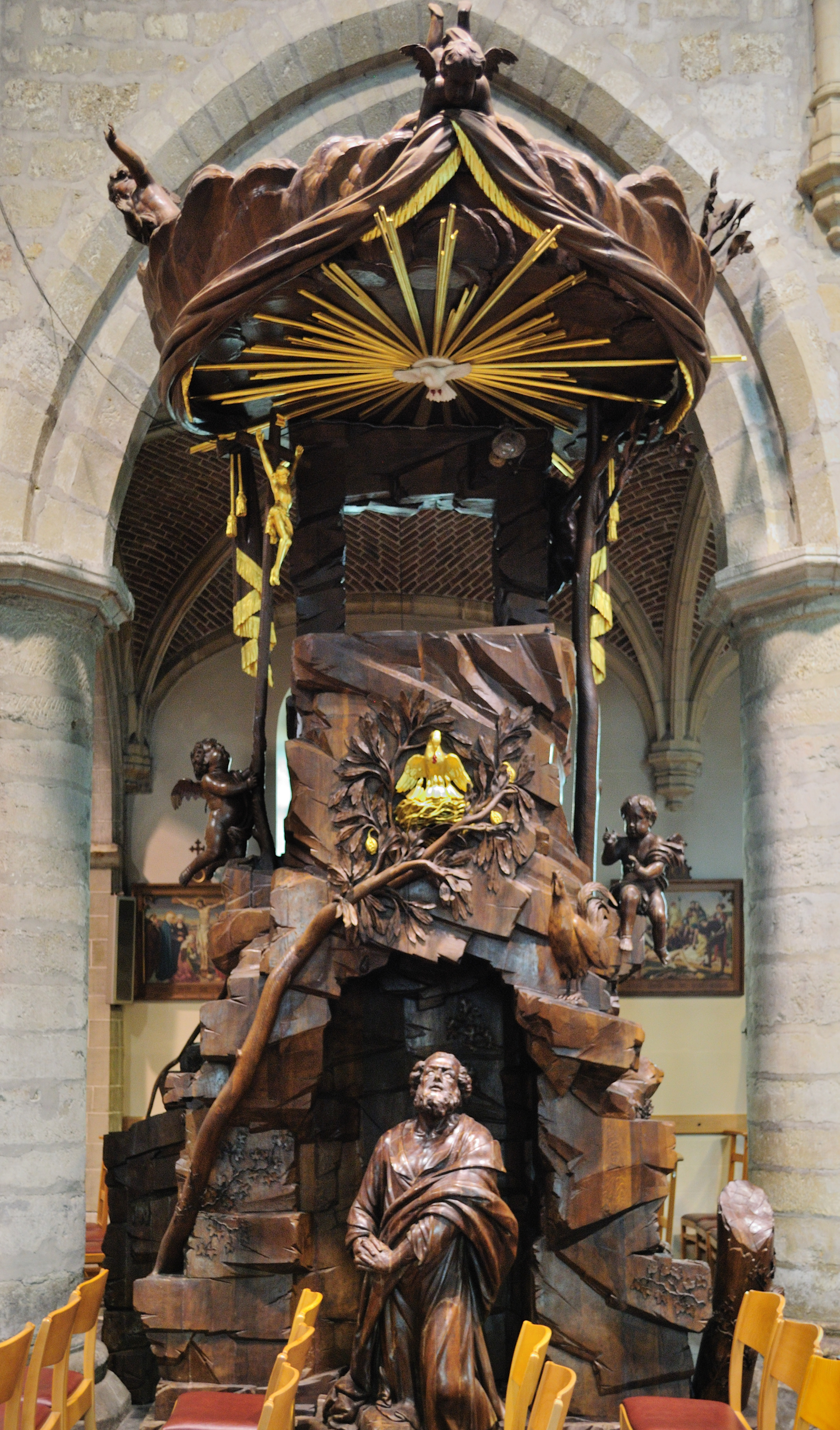
Preekstoel

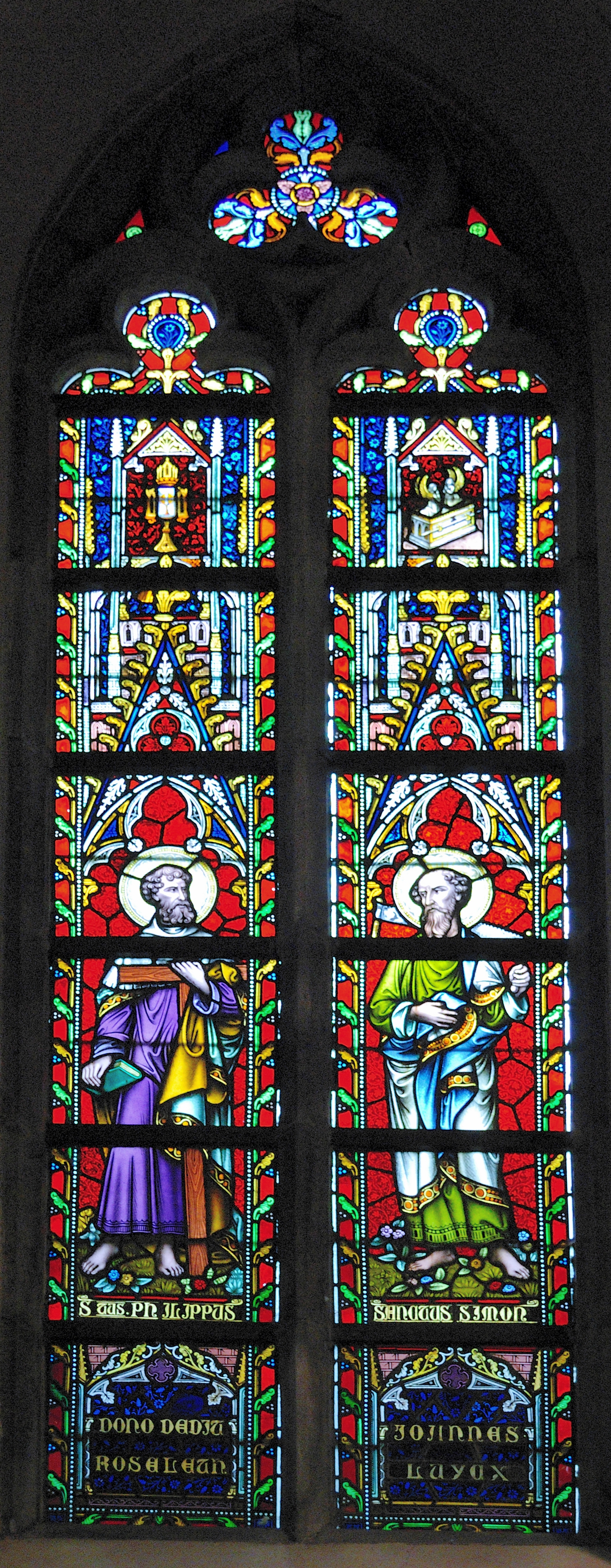
De apostelen Filippus en Simon

De Sint-Michielskerk te Hekelgem, een deelgemeente van de Belgische gemeente Affligem, is de kerk van de parochie Hekelgem. Patroonheilige van de Sint-Michielskerk is Sint-Michaël of Sint-Michiel, vandaar de naam Sint-Michielskerk. Maar ook Sint-Cornelius (die nog levendig vereerd wordt op tweede pinksterdag), Sint-Antonius en Sint-Blasius zijn veel gevierde heiligen.

## Geschiedenis
De Sint-Michielskerk wordt reeds in de 11e eeuw (1105) vermeld en behoorde oorspronkelijk bij de burcht die vermoedelijk door Frankische heren gebouwd werd, (toen villakerk genoemd, hoort bij kasteel en een neerhof). Ze diende mogelijk ook als strategische vesting bij de denderovergang. De toren werd eeuwenlang "het belfort" genoemd en bood bescherming aan mensen in nood. Tussen 1105 en 1796 bezat de Abdij van Affligem het patronaatsrecht over deze kerk: zij stond in voor het gebouw, kon de pastoor aanstellen en beheerde ook de inkomsten.

## Bouwstijl & Restauratie
Het huidige gebouw is opgetrokken met zandsteen uit de plaatselijke groeven. De middenbeuk (van 4 traveeën) van dezekerk is vroeggotisch (13e eeuw) maar de grondvesten van de toren zijn nog romaans. De kruisbeuk is laatgotisch, de zijbeuken en het koor neogotisch.
Tussen 1977 en 1978 werd de kerk gerestaureerd en kreeg ze onder andere een nieuw uurwerk met eronder de tekst: 'Siet hier de verganckelyheit van den tyd'.

## Bezienswaardigheden
- Fraaie preekstoel met knielende Sint-Petrus (1788), tijdens Franse bezetting in 1795 bewaard in de Lindenhove, in 1801 met de godsdienstvrijheid werd hij terug in de kerk geplaatst.
- Kraaiende haan met engeltjes (1788).
- 2 Biechtstoelen in eikenhout met één beeltenis van Maria (1721) en een van de Heilige Petrus (1752) met twee sleutels in de hand.
- Gepolychromeerd beeld van Sint-cornelius, wordt op pinkstermaandag uitgesteld voor de bedevaarders die zijn hulp inroepen tegen de stuipen bij kinderen.
- Communiebank, in Lodewijk de XVI stijl, uit eik gemaakt en deels verguld. De doopvont is van arduin en 90 cm hoog, heeft een deksel van geelkoper en als inscriptie "Me fecit A.F.V.G anno 1772".
- Middenbeuk, sinds 20 juni 1943 beschermd.
- Schilderij "Aartsengel Michaël verslaat de draak", uit de 17e eeuw op een doek van 180*130 cm.
- Glasramen, stellen de 12 apostelen en hun attributen voor. Geschonken door verschillende personen waaronder de familie Roseleth (Henri, Theofiel en Jan), maar ook door pastoor De Vis-Bosteels en pastoor Willems.
- Klokken: geen klokken voor 1600 in Hekelgem. Op 31 juli 1943, 3 klokken gestolen door de Duitsers. Sinds 1948 en 1954 beschikt de kerk weer over 3 nieuwe klokken.
- 2 Processievlaggen, één gewijd aan Sint-Barbara en andere aan Onze Lieve Vrouw van den Rozenkrans.

## Locatie
Kerkstraat, 1790 Hekelgem (Affligem)